# Risë Stevens
Risë Stevens (* 11. Juni 1913 in New York City, Bundesstaat New York; † 20. März 2013 ebenda) war eine US-amerikanische Opernsängerin sowie Schauspielerin. Sie sang in den Stimmlagen Mezzosopran und Alt.

## Leben und Wirken

### Familie und Anfänge
Stevens wurde als Risë Gus Steenberg als Tochter von Sarah „Sadie“ (geb. Mechanic) und Christian Steenberg, einem Anzeigenverkäufer, in New York, im Stadtteil Bronx geboren. Ihr Vater stammte aus Norwegen. Er war Lutheraner; ihre Mutter war Jüdin mit polnischen und russischen Wurzeln. Stevens hatte einen jüngeren Bruder, Lewis „Bud“ Steenberg, der im Zweiten Weltkrieg starb. Ihr ungewöhnlicher Vorname (mit Betonung auf dem letzten Buchstaben „ë“) stammte von ihren norwegischen Vorfahren. Ihr Mittelname Gus kam von ihrer Tante Augusta. Im Alter von 10 Jahren trat Stevens erstmals im Radio auf, in The Children’s Hour, einem Sonntagsprogramm; ihre Mutter hatte sie zu einem Gesangswettbewerb für Kinder angemeldet. Bei einer Schüleraufführung sang sie im Alter von 16 Jahren mit großem Erfolg den Orpheus in der Oper Orfeo ed Euridice; dort wurde sie von der bekannten Gesangslehrerin Anna Schoen-René entdeckt. Diese unterrichtete Stevens zunächst privat. Ab Herbst 1933 studierte sie an der Juilliard School of Music bei Schoen-René mit einem Stipendium drei Jahre Gesang. Stevens sang nach Abschluss ihrer Ausbildung zunächst als Choristin am Little Theatre in New York. Sie übernahm dort auch kleinere Solo-Partien, unter anderem in der Oper Die verkaufte Braut.

### Karriere in Europa
1935 ging sie nach Europa. Dort setzte sie ihre stimmliche Ausbildung fort: bei Marie Gutheil-Schoder bei einem Studienaufenthalt am Mozarteum in Salzburg, bei Herbert Graf in Wien, sowie später bei Hans Georg Schick, dem Opernchef des Stadttheaters Aussig, in Prag. Im Winter 1935/1936 nahm Stevens bei den Metropolitan Opera Auditions of the Air an einem Vorsingen für die Metropolitan Opera („Met“) teil. Stevens wurde nicht angenommen, erhielt jedoch wenige Monate später das Angebot, die Rolle des Orpheus in Orfeo ed Euridice an der MET zu singen, was sie jedoch ablehnte. Sie kehrte anschließend nach Europa zurück.
1936 gab sie ihr professionelles Operndebüt am Deutschen Theater Prag in der Titelrolle der Oper Mignon. Bis 1938 war sie fest am Deutschen Theater in Prag engagiert; in dieser Zeit gastierte sie auch an der Wiener Staatsoper, wo sie die Rolle des Octavian in der Oper Der Rosenkavalier sang. 1938 gastierte sie, während ihrer Zeit in Europa, mit dem Octavian auch am Teatro Colón in Buenos Aires. 1939 trat sie beim Glyndebourne-Festival auf. Dort sang sie Cherubino in Le nozze di Figaro und Dorabella in Così fan tutte.

### Engagement an der Met
Im November 1938 sang sie erstmals für die Metropolitan Opera bei einer Tournee der Met in Philadelphia; sie sang die Hosenrolle des Octavian in Der Rosenkavalier. Daraufhin wurde sie fest an die Metropolitan Opera engagiert, deren Mitglied sie bis 1961 blieb. Ihre Antrittsrolle dort war am 17. Dezember 1938 die Titelrolle in der Oper Mignon. 1940 trat sie als Cherubino in Le nozze di Figaro und in der weiblichen Titelrolle der Oper Samson et Dalila auf. 1946 sang sie erstmals an der Met ihre besondere Glanzpartie, die Titelrolle in der Oper Carmen. In dieser Rolle trat sie in 124 Vorstellungen an der Met auf. Stevens trat an der Met in 23 Spielzeiten in 15 Partien in über 220 Aufführungen auf; hinzu kamen 57 Auftritte bei der alljährlichen USA-Tournee der Metropolitan Opera. Die Zeitung New York Times gibt insgesamt 351 Aufführungen an. Ihre letzte Aufführung an der Met sang Stevens am 12. April 1961, die Titelrolle in Carmen.
Zu ihren weiteren Hauptrollen an der Met gehörten: Erda und Fricka in Der Ring des Nibelungen, Marina in Boris Godunow (1947), Laura in La Gioconda, Hänsel in Hänsel und Gretel und Prinz Orlofsky in der Operette Die Fledermaus. 1958 sang sie bei der Grundsteinlegung für das neue Haus der Metropolitan Opera am Lincoln Center in Anwesenheit von US-Präsident Dwight D. Eisenhower.
Vereinzelt trat Stevens auch weiterhin in Europa auf, unter anderem in London und Paris. 1954 sang sie an der Mailänder Scala in der Oper La figlia del diavolo von Virgilio Mortari. 1955 trat sie nochmals bei den Glyndebourne-Festspielen auf (erneut als Cherubino in Le nozze di Figaro). 1956 gastierte sie bei den Opernfestspielen in Athen auf der Akropolis als Orpheus in Orfeo ed Euridice.

### Filmkarriere
Kurzzeitig tat Stevens in den 1940er Jahren auch in Hollywood als Schauspielerin und Sängerin in Musikfilmen und Film-Musicals auf. Ihr Film-Debüt gab sie 1941, an der Seite von Nelson Eddy, als Operettensängerin Maria Lanyi in der Film-Operette The Chocolate Soldier. 1944 sang sie an der Seite von Bing Crosby in dem oscarprämierten Spielfilm Der Weg zum Glück.

### Bühnenabschied und spätere Jahre
1964 sang sie die Rolle der Erzieherin Anna Leonowens in dem Musicals The King and I in New York in einer Produktion im Lincoln Center. Die Produktion gehörte zu ihren letzten Bühnenauftritten. 1964 gab Stevens ihre Gesangskarriere auf. Sie wurde anschließend Direktorin der Metropolitan Opera National Company, einer Tournee-Truppe, die jungen Sängern Gelegenheit bieten sollte, sich in großen Rollen auf der Bühne zu präsentieren. Das Projekt wurde 1966 von Met-Manager Rudolf Bing aus Kostengründen wieder eingestellt. Stevens betreute anschließend die Nachwuchssänger der MET. Von 1975 bis 1978 war sie Präsidentin des Mannes College of Music in New York City. Es gelang ihr, trotz Budgetproblemen, bekannte Musiker, unter anderem den Pianisten Vladimir Horowitz, als Lehrer zu verpflichten. Nach Meinungsverschiedenheiten mit dem Verwaltungsgremium gab sie 1978 ihr Amt auf.

### Privates
Stevens heiratete 1939 den österreichischen Schauspieler Walter Szurovy (1910–2001). Sie war mit ihm bis zu seinem Tod 2001 verheiratet. Aus der Ehe ging ein einziger Sohn hervor, der Schauspieler Nicolas Surovy (* 1944). Stevens starb im März 2013, weniger als drei Monate vor ihrem 100. Geburtstag, in ihrer Wohnung in Manhattan.

### Stimme und Tondokumente
Bei Stevens’ Gesangskunst wurden die „Tonfülle ihrer Stimme, der Nuancenreichtum ihres Ausdrucks und ihr hohes Stilgefühl“ hervorgehoben. Kritiker hoben ihre „warme, samtene“ Stimme hervor. Stevens galt auch als überzeugende Bühnendarstellerin.
Die großen Bühnenrollen von Risë Stevens sind auf Schallplatten oder in Live-Mitschnitten aus der Metropolitan Opera dokumentiert. Bei dem Label Opera Cetra Live wurden Live-Mitschnitte mit Stevens aus der Met veröffentlicht: als Giulietta in Hoffmanns Erzählungen (1955) und als Carmen (1957; mit Mario del Monaco als Don José und Frank Guarrera als Escamillo). Bei dem Label Melodram existiert ein Boris-Godunow-Mitschnitt mit Stevens als Marina.
1947 sang sie den Hänsel in der ersten Gesamtaufnahme des Oper Hänsel und Gretel auf Schallplatte. 1951 nahm Stevens, unter der musikalischen Leitung von Fritz Reiner, ihre Glanzrolle, die Carmen, für das Label RCA auf; ihre Partner waren Jan Peerce (Don José) und Robert Merrill (Escamillo). Bei dem Label HMV erschien 1955 anlässlich der Glyndebourne-Produktion eine Schallplattenaufnahme von Mozarts Le nozze die Figaro mit Stevens als Cherubino; Dirigent war Vittorio Gui. In Operngesamtaufnahmen sang Stevens außerdem Orpheus in Orfeo ed Euridice (RCA 1957; mit Lisa della Casa) und Prinz Orlofsky in Die Fledermaus (RCA 1964).
Auch der historische Mitschnitt einer Rosenkavalier-Aufführung aus der Met aus dem Jahre 1939 wurde mittlerweile bei dem Label Naxos auf CD wiederveröffentlicht. Darin singt Stevens den Octavian, an der Seite von Lotte Lehmann als Marschallin.